# ケン・ヒューズ
ケン・ヒューズ（Ken Hughes, 本名：Kenneth Graham Hughes、1922年1月19日 - 2001年4月28日）は、イギリスの映画監督、脚本家。
リヴァプール出身。16歳からBBCで働き始める。その後、短編映画やテレビドラマ、長編映画の監督となる。特に映画『007 カジノロワイヤル』や『チキ・チキ・バン・バン』の監督として知られる。
2001年4月28日、79歳で死去。

## 主な作品
監督
- 脱出者を狙え Little Red Monkey (1955) ※
- 罠にかゝった男 Confession (1955) ※
- 爆殺指令 Timeslip (1955)
- 次はお前だ! Joe MacBeth (1955) ※
- やくざ特急 The Long Haul (1957) ※
- 俺は殺られる! The Small World of Sammy Lee (1963) ※
- 人間の絆 Of Human Bondage (1964)
- 007 カジノロワイヤル Casino Royale (1967)
- チキ・チキ・バン・バン Chitty Chitty Bang Bang (1968) ※
- クロムウェル Cromwell (1970) ※
- 新ドミノ・ターゲット/恐るべき相互殺人 The Internecine Project (1974)
- アルフィー・ダーリング Alfie Darling (1975) ※
- 結婚狂奏曲セクステット Sextette (1977)
- テラー・アイズ/恐るべき瞳 Night School (1981)

※は脚本も担当。
脚本
- 朝やけ雲 High Flight (1957)